# Birchfield
Birchfield is een Australische bouwer van specialty cars. Zoals meestal het geval is, gaat het daarbij om replica's: Birchfield bouwt oude Jaguars na, meer bepaald de Jaguar SS 100, oorspronkelijk in 1937 gebouwd.

## Geschiedenis
De eerste Birchfields werden ongeveer twintig jaar geleden gebouwd in het Verenigd Koninkrijk, meer bepaald in Engeland, door C V Shapecraft, een specialistisch bedrijf voor motoren, met aan het hoofd Clive Smart. De firma was goed bekend door de uitstekend kwaliteit van het werk dat ze afleverde, zowat het beste in het segment. Verspreid over tien jaar werden achttien wagens geproduceerd, alle gebaseerd op de bekende 1937'er Jaguar SS 100. Na de productie van Birchfield uit de Shapecraft-fabriek, emigreerde Nicky Lotay, een bediende bij het bedrijf, naar Australië, samen met enkele Birchfield-schetsen én nummer 18. Nicky deed enthousiast verder met het bouwen van de ondertussen bekende Birchfields in Rockingham, een kleinere stad aan de kust iets ten zuiden van Perth, en nog altijd zijn een klein aantal wagens te koop, het zullen waarschijnlijk de laatste zijn want Lotay sukkelde ernstig met zijn gezondheid.

## Birchfield kort
- Bedrijf: Birchfield Motor Company
- Activiteit: Flinke productie van replica's als enige bezigheid van het bedrijf
- Locatie: Crompton Road, Rockingham, West-Australië, Australië
- Benelux: neen
- Suriname: neen

Alpha Sports ·
Amuza ·
Australian Kitcar ·
Birchfield ·
Bolwell ·
Carbontech ·
Classic Glass ·
Classic Revival ·
Cobra Craft · 
Daktari ·
Daytona ·
Deuce Customs ·
Devaux · 
DRB · 
Elfin · 
G-Force ·
Holden ·
Homebush · 
Kraftzwerk ·
Max Fx · 
Piper ·
PRB · 
Python ·
RCM ·
RMC ·
Roaring Forties ·
Robnell · 
Sirius